# 안데르 이투라스페
안데르 이투라스페 데르테아노(스페인어: Ander Iturraspe Derteano ˈandeɾ ituˈraspe[*], 바스크어:  ander ituraspe, 1989년 3월 8일, 바스크 주 아바디뇨 ~)는 스페인의 전 프로 축구 선수로, 현역 시절 포지션은 수비형 미드필더였다.
그는 전성기를 아틀레틱 빌바오에서 보냈는데, 19세에 1군 신고식을 치른 이래 모든 대회를 통틀어 320번의 경기에 출전했다.
이투라스페는 2014년에 스페인 국가대표팀 경기에 2번 출전한 경험도 있다.

## 클럽 경력

### 아틀레틱 빌바오
이투라스페는 비스카이아 도 아바디뇨 출신으로, 1999년에 10세의 나이로 아틀레틱 빌바오의 유소년부에 합류했다. 그는 유소년부의 여러 연령대를 거쳐 2007년에 4부 리그의 위성 구단인 바스코니아에 입단했다.
2008년 3월 12일, 이투라스페는 6-1로 이긴 사야와의 친선경기에서 1군 소속으로 선발 출전했다. 시즌 종료를 앞두고, 그는 클루브 포르투갈레테와 아비롱 바요네와의 친선전에 출전했다.
2008년 6월 23일, 이투라스페는 1군으로 정식 승격되었고, 등번호 26번을 받았다. 9월 14일, 그는 0-0으로 비긴 말라가와의 원정 경기에서 또다른 유소년부 출신 미켈 발렌시아가와 나란히 라 리가 신고식을 치렀고, 이후 2-0으로 이긴 바야돌리드와의 안방 경기에서 교체로 들어가 또 출전했다.
이투라스페가 선발로 출전한 아틀레틱의 두 번째 경기는 레크레아티보와의 코파 델 레이 경기였으나, 후반전 시작과 함께 파블로 오르바이스와 교체되어 나갔다. 그러나, 그는 그 후로 시즌이 끝날 때까지 2군 경기에만 출전했다.
노장 카를로스 구르페기에 신체적 문제로 인해 이투라스페는 마르셀로 비엘사 신임 감독의 지도 하에 2011-12 시즌에만 60경기 가까이 출전했다. 아틀레틱은 유로파리그와 국내 컵대회 결승전에 동시 진출했다. 2013-14 시즌 종료 후, 스페인 프로축구연맹 주관으로 기자들이 선정한 라 리가 올해의 선수단의 일원으로 선정되었다.
2019년 초, 이투라스페는 시즌 종료 후 아틀레틱과의 계약이 만료되면서 구단을 떠날 것임을 발표했다. 그는 마지막 아틀레틱 안방 경기에서 헌정 행사의 주인공이 되었는데, 그는 그와 마찬가지로 구단을 떠날 미켈 리코와 마르켈 수사에타와 함께 헌정 경기를 치르게 되었다.

### 에스파뇰
2019년 7월 8일, 이투라스페는 자유이적으로 에스파뇰에 입단해 1년 계약을 맺었다. 8월 1일, 그는 3-1(합계 7-1)로 이긴 스탸르난과의 유로파리그 2차 예선 2차전 경기에서 에스파뇰 첫 경기를 치렀다. 이후, 그는 2-2로 비긴 베티스와의 12월 15일 안방 경기에서야 바르셀로나 연고 구단 소속으로 또 출전할 수 있었다.

## 국가대표팀 경력
2013-14 시즌 후, 비센테 델 보스케 스페인 국가대표팀 감독은 이투라스페를 2014년 월드컵에 참가할 30인 예비 명단에 넣었고, 5월 30일에 세비야에서 벌어진 볼리비아와의 친선경기에서 국가대표팀 첫 경기를 치렀고, 90분을 소화해 2-0 승리에 일조했다. 그러나, 그는 이튿날에 발표된 최종 명단에 이름을 올리지 못했다.

## 사생활
안데르 이투라스페의 동생 고르카도 아틀레틱 유소년부를 졸업하였고, 그와 마찬가지로 수비형 미드필더이다.

## 경력 통계

### 클럽
2021년 4월 8일 기준
| 구단            | 시즌      | 리그              | 리그 | 리그 | 컵   | 컵 | 유럽 | 유럽 | 기타 | 기타 | 합계 | 합계 |
| 구단            | 시즌      | 리그명            | 출장 | 골   | 출장 | 골 | 출장 | 골   | 출장 | 골   | 출장 | 골   |
| --------------- | --------- | ----------------- | ---- | ---- | ---- | -- | ---- | ---- | ---- | ---- | ---- | ---- |
| 바스코니아      | 2007–08   | 테르세라 디비시온 | 30   | 1    | –    | –  | –    | –    | –    | –    | 30   | 1    |
| 빌바오 아틀레틱 | 2007–08   | 세군다 디비시온 B | 3    | 0    | –    | –  | –    | –    | –    | –    | 3    | 0    |
| 빌바오 아틀레틱 | 2008–09   | 세군다 디비시온 B | 26   | 1    | –    | –  | –    | –    | –    | –    | 26   | 1    |
| 빌바오 아틀레틱 | 2009–10   | 세군다 디비시온 B | 11   | 0    | –    | –  | –    | –    | –    | –    | 11   | 0    |
| 빌바오 아틀레틱 | 합계      | 합계              | 40   | 1    | –    | –  | –    | –    | –    | –    | 40   | 1    |
| 아틀레틱 빌바오 | 2008–09   | 라 리가           | 4    | 0    | 1    | 0  | –    | –    | –    | –    | 5    | 0    |
| 아틀레틱 빌바오 | 2009–10   | 라 리가           | 15   | 0    | 0    | 0  | 3    | 0    | 1    | 0    | 19   | 0    |
| 아틀레틱 빌바오 | 2010–11   | 라 리가           | 17   | 0    | 1    | 0  | –    | –    | –    | –    | 18   | 0    |
| 아틀레틱 빌바오 | 2011–12   | 라 리가           | 35   | 1    | 8    | 0  | 15   | 0    | –    | –    | 58   | 1    |
| 아틀레틱 빌바오 | 2012–13   | 라 리가           | 30   | 0    | 2    | 0  | 9    | 0    | –    | –    | 41   | 0    |
| 아틀레틱 빌바오 | 2013–14   | 라 리가           | 33   | 0    | 5    | 0  | 0    | 0    | –    | –    | 38   | 0    |
| 아틀레틱 빌바오 | 2014–15   | 라 리가           | 25   | 2    | 6    | 0  | 7    | 0    | –    | –    | 38   | 2    |
| 아틀레틱 빌바오 | 2015–16   | 라 리가           | 16   | 0    | 4    | 0  | 8    | 0    | –    | –    | 28   | 0    |
| 아틀레틱 빌바오 | 2016–17   | 라 리가           | 24   | 0    | 3    | 0  | 5    | 0    | –    | –    | 32   | 0    |
| 아틀레틱 빌바오 | 2017–18   | 라 리가           | 30   | 0    | 1    | 0  | 7    | 0    | –    | –    | 38   | 0    |
| 아틀레틱 빌바오 | 2018–19   | 라 리가           | 3    | 0    | 2    | 0  | –    | –    | –    | –    | 5    | 0    |
| 아틀레틱 빌바오 | 합계      | 합계              | 232  | 3    | 33   | 0  | 54   | 0    | 1    | 0    | 320  | 3    |
| 에스파뇰        | 2019–20   | 라 리가           | 8    | 0    | 3    | 0  | 7    | 0    | –    | –    | 18   | 0    |
| 경력 합계       | 경력 합계 | 경력 합계         | 310  | 5    | 36   | 0  | 61   | 0    | 1    | 0    | 408  | 5    |

### 국가대표팀
| 국가대표팀 | 연도 | 출장 | 골 |
| ---------- | ---- | ---- | -- |
| 스페인     | 2014 | 2    | 0  |
| 합계       | 합계 | 2    | 0  |

## 수상

### 클럽
아틀레틱 빌바오
- 코파 델 레이 준우승: 2008–09, 2011–12, 2014–15
- 수페르코파 데 에스파냐 준우승: 2009
- 유로파리그 준우승: 2011–12

### 개인
- 라 리가 올해의 선수단: 2013–14[9][10]